# Gröninka
Gröninka (Coeligena conradii) är en fågel i familjen kolibrier.

## Utseende
Gröninka är en tjusig kolibri i grönt och vitt. Den är rätt stor och långnäbbad, med en tydlig vit fläck på bröstet. Vita teckningar sticker ut när den breder ut stjärten. Hanen är grön på övre delen av strupen och honen ljusbeige.

## Utbredning och systematik
Gröninkan förekommer i nordöstra Colombia och nordvästra Venezuela (Trujillo till norra Táchira). Den kategoriserades tidigare som underart till vitkragad inka (Coeligena torquata) men urskildes 2014 som egen art av BirdLife International, 2022 av tongivande eBird/Clements och 2023 av International Ornithological Congress.

## Levnadssätt
Gröninka hittas i bergsbelägna molnskogar. Den ses ofta födosöka efter nektar vid röda rörformiga blommor, men kan ibland också besöka kolibrimatningar.

## Status
Trots det begränsade utbredningsområdet och att den tros minska i antal anses beståndet vara livskraftigt av internationella naturvårdsunionen IUCN.